# Crypturellus erythropus
Il tinamo zamperosse (Crypturellus erythropus (Pelzeln, 1863)) è un uccello  della famiglia dei Tinamidi.

## Descrizione
Lunghezza: 27,5-31,5 cm.

Peso: 485 g circa (maschio).

## Distribuzione e habitat
Vive in Colombia settentrionale e centro-orientale, Venezuela settentrionale, Isola Margarita (Venezuela), Brasile nord-orientale.

## Sistematica
Suddiviso in 7 sottospecie:
- Crypturellus erythropus cursitans Wetmore & Phelps Jr, 1956 - diffusa in Colombia settentrionale e Venezuela nord-occidentale
- Crypturellus erythropus idoneus (Todd, 1919) - diffusa in Colombia nord-orientale e Venezuela nord-occidentale
- Crypturellus erythropus columbianus (Salvadori, 1895) - diffusa in Colombia centro-settentrionale
- Crypturellus erythropus saltuarius Wetmore, 1950 - diffusa in Colombia centro-settentrionale
- Crypturellus erythropus spencei (Brabourne & Chubb, 1914) - diffusa in Venezuela
- Crypturellus erythropus margaritae Phelps & Phelps Jr, 1948 - endemica dell'isola Margarita (Venezuela)
- Crypturellus erythropus erythropus (Pelzeln, 1863) - diffusa dal Venezuela orientale al nordest del Brasile

La popolazione della sottospecie Crypturellus erythropus margaritae è in drastica diminuzione; la sottospecie tollera poco le modifiche al suo habitat naturale. Esistono alcune estinzioni recenti a livello locale (Guayamurí, Matasiete, La Valla e Tragaplata). Sono in progetto programmi di riproduzione in cattività per effettuare ripopolamenti nelle aree in cui è recentemente scomparso.
La sottospecie è protetta dai Decreti No. 1485 e 1486 MARNR. Quasi tutto il suo areale è protetto dal Parco nazionale Cerro El Copey.